# Movileni (Galați)
Pour les articles homonymes, voir Movileni.
Movileni est une commune du județ de Galați en Roumanie.